# Constructivisme russe
Pour les articles homonymes, voir Constructivisme.

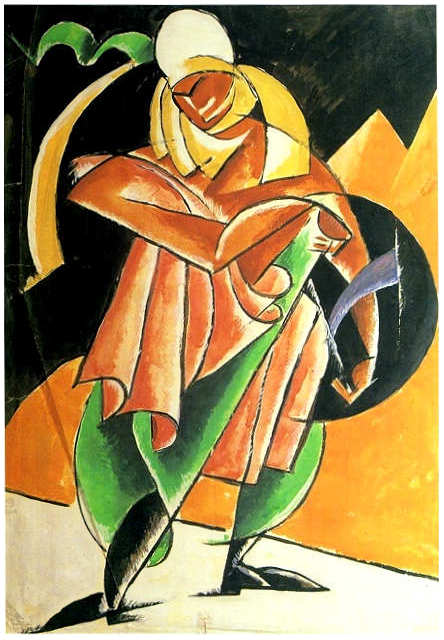
Un costume réalisé par Lioubov Popova.

Le constructivisme est un courant artistique né au début du XXe siècle en Russie. Il s'est développé en « parallèle » à un autre mouvement, le suprématisme.

## Étymologie
Le terme d'« art de la construction » a d'abord été utilisé par dérision par Kazimir Malevitch, afin de décrire le travail d'Alexandre Rodtchenko en 1917. Le mot « constructivisme » apparaît ensuite dans le Manifeste réaliste de Naum Gabo en 1920. Alexeï Gan utilise le terme comme titre de son livre, imprimé en 1922, où il est explicitement souligné que la culture de la nouvelle Russie n'est qu'industrielle.

## Principes du constructivisme
Le constructivisme se concentre sur la composition géométrique rigoureuse et est par conséquent non figuratif. Il associe des formes géométriques simples, de type cercles ou triangles, pour créer des structures squelettiques en trois dimensions.

## Nature du constructivisme
Le constructivisme touche aussi bien à l'architecture (Architecture constructiviste) qu'au théâtre, à la danse, à la peinture ou à toutes formes d'art. Il existe au sein du groupement constructiviste même deux courants : un premier qui se concentre sur le constructivisme fonctionnel et un autre, rassemblé autour de Malevitch, qui aspire à une forme pure de l’art, soustraite à toute obligation au sein de la société.

## Historique

### Aux débuts de la révolution russe
Dans la foulée de l'avant-garde, beaucoup d'artistes russes cherchent à réagir contre ce qu'ils qualifient d'« ordre ancien » et, notamment, l'art importé. Toutefois, le futurisme italien leur semble acceptable, car il rejette lui aussi les formes d'art anciennes. Dans cet élan, ils établissent en 1912 un manifeste, intitulé « Une gifle au goût du public », montent une exposition nommée « Queue d'Âne » pour protester contre la décadence parisienne et munichoise, et réalisent différents événements artistiques où ils soumettent le public à leurs provocations.
Un cabaret de Saint-Pétersbourg, Au chien errant, devient emblématique du nouveau mouvement, et les soirées y remportent un grand succès populaire. Mais les artistes se lassent d'un public trop facile à leurs yeux, et décident de présenter leur forme de futurisme directement dans la rue, où ils circulent vêtus de façon scandaleuse, et le corps peint. Puis ils organisent une tournée dans toute la Russie et, en déclarant que la vie et l'art devraient être libérés des conventions, préparent la mise en œuvre de leurs idées dans tous les domaines de la culture.
La réalisation des pièces Victoire sur le soleil et Vladimir Maïakovski (autobiographie) renforcèrent la collaboration entre poètes et peintres. La Première Guerre mondiale provoqua un regroupement des artistes russes à Moscou. Un mouvement artistique put ainsi naître en Russie.
Nikolaï Foregger ancrera le mouvement dans le rapport des humains et des machines, par l'éducation des mouvements précis de la danse et du cirque.

### Art officiel de la révolution russe

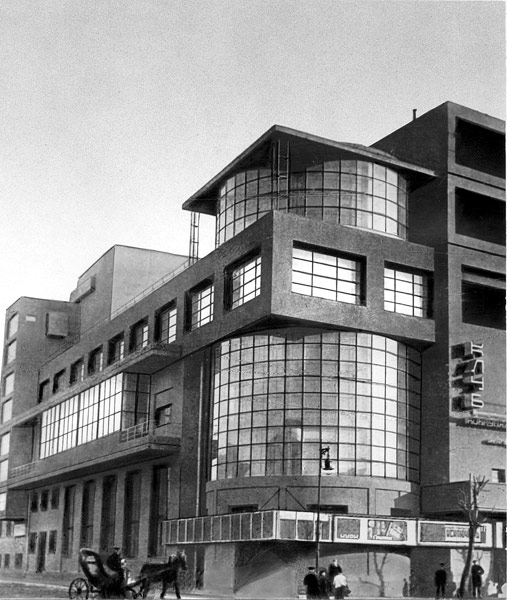
Club des travailleurs de Zouïev, 1929

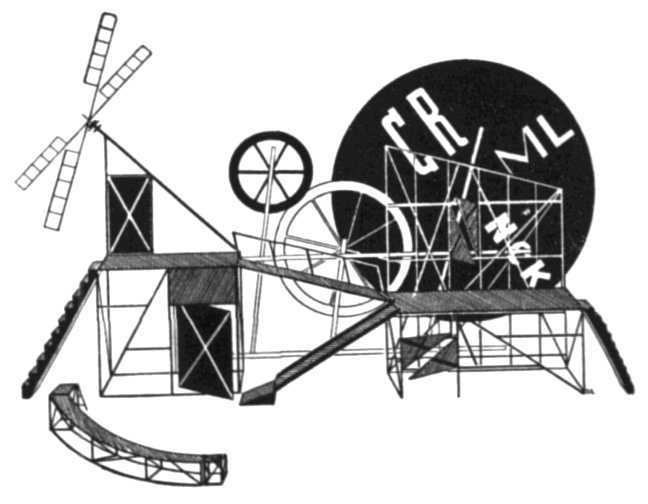
Décors du Cocu magnifique.

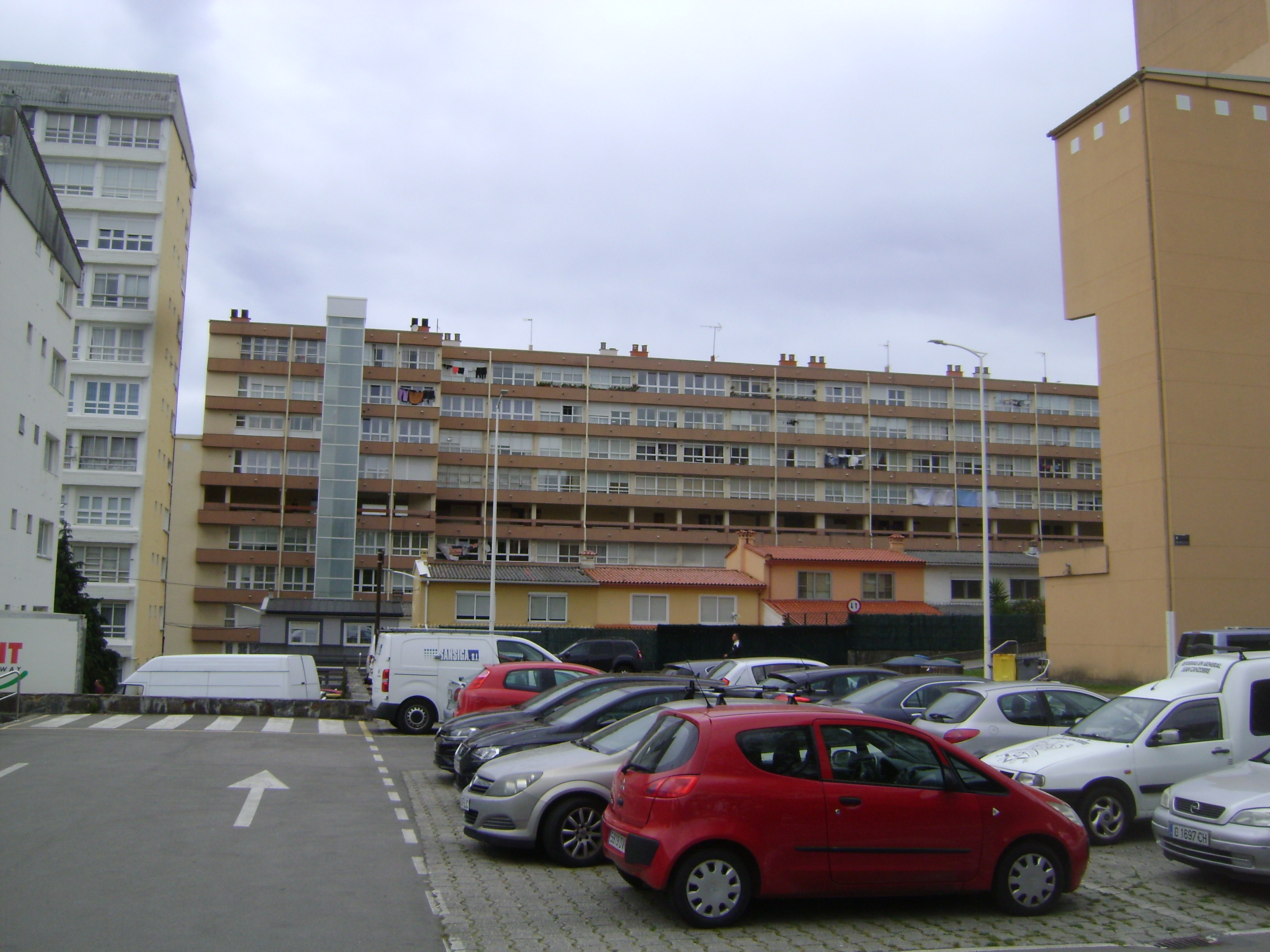
Image du Quartier des Fleurs, La Corogne, Galice, (Espagne), construit sous l'influence du constructivisme russe.

Le constructivisme fut, de 1917 à 1921, l'art officiel de la révolution russe. Puis le mouvement entrera progressivement en disgrâce auprès des autorités, notamment à l'occasion de la pièce Le Cocu magnifique.
D'abord comme support de la propagande, avec les fenêtres Rosta, puis en organisant les célébrations du premier anniversaire de la révolution russe, en 1918. Le modèle des célébrations trouva son apogée trois ans plus tard, avec une reconstitution des événements, intitulée La Prise du palais d'hiver, qui engagea 8 000 personnes sous la direction de Nikolaï Evreinov.
La mode des commémorations fournit aux constructivistes un terrain idéal pour multiplier les audaces grandioses.
De plus, avec Le Cocu magnifique, Meyerhold sut les associer au théâtre. Il réussit à le faire presque par la ruse, car les constructivistes considéraient le théâtre comme risquant de biaiser leurs idées. Meyerhold recherchait des décors proches de la mécanique, polyvalents et mobiles, pour les emmener hors de l'espace cubique du théâtre conventionnel, et donner aux décors les dimensions de l'espace réel. Les travaux de Lioubov Popova furent très importants pour former cette conviction.
Durant ces années d'intenses évolutions et innovations, les constructivistes, par l'importance qu'ils accordaient au théâtre de variétés, appliquèrent les manifestes du futurisme. Ainsi, la Fabrique de l'acteur excentrique, qui promouvait les aspects technologiques du mode de vie américain, montait des mises en scène sur le mode industriel, ou encore le groupe de la Blouse Bleue, qui faisait appel aussi bien à des procédés d'avant-garde qu'à des techniques populaires. La Blouse Bleue concernera d'innombrables groupes répartis dans tout le pays, et impliquera probablement plus de 100 000 personnes.
Beaucoup d'artistes, comme Vassily Kandinsky et Vladimir Tatline, occupaient des postes officiels importants, tels que professeur à l'Académie de Moscou. Mais après 1920, le gouvernement a condamné les œuvres d'art contemporain, comme incompréhensibles pour les gens ordinaires et contraires à l'intérêt public. Vers 1922, le constructivisme en Union soviétique s'est cantonné aux arts appliqués. De 1932 à 1936 apparut une sorte de « style de transition », défini comme postconstructivisme.
Deux dates marquent la fin du constructivisme russe : d'abord en 1930, avec le suicide de Maïakovsky, puis en 1934, avec le début du réalisme soviétique prôné par Jdanov au congrès littéraire pansoviétique. C'était la fin d'un formidable élan artistique ouvrier qui avait attiré à lui nombre d'artistes de premier plan.
Le manifeste du constructivisme a été écrit en 1920 par les frères Anton Pevsner et Naum Gabo. Leur première exposition a eu lieu à la galerie Van Diemen à Berlin, en 1922, sous le nom de « Première exposition d'art russe ». Ce mouvement proclame une construction géométrique de l'espace, utilisant surtout des éléments tels que le cercle, le rectangle et la ligne droite. Ce mode de pensée s'adapte donc aussi bien à la sculpture qu'au design, voire à l'architecture. L'œuvre architecturale de Josef Chochol en est une représentation caractéristique.
Ce projet se développe surtout sur les bases du cubisme et du futurisme. La caractéristique de ce mouvement résulte en ce qu'il n'a jamais existé de programme esthétique clairement défini, ce qui permet donc encore de pouvoir allouer ce terme à certaines œuvres plus modernes.
Le fondateur et membre le plus célèbre du constructivisme fut Vladimir Tatline (1885-1953). En firent également partie les frères Naum Gabo et Antoine Pevsner, Vladimir Choukhov, Alexandre Rodtchenko et Lazar Lissitzky. D'après les artistes membres de ce mouvement, le but est d'exclure le réel de l'œuvre en créant une tension au sein de celle-ci. Dès 1914, Tatline propose une toile, sorte de « reliefs picturaux », issue de son analyse après une visite des ateliers de Picasso.
La deuxième série de reliefs picturaux peinte par Tatline propose enfin des formes totalement abstraites. Chaque élément, chaque forme, possède donc dès lors une dynamique qui lui est propre.
Ce mouvement a notamment inspiré les théories architecturales enseignées à l'école du Bauhaus en Allemagne (1919-1933). Gabo contribue activement à la diffusion internationale du constructivisme. À Paris, au sein du mouvement Abstraction-Création, il rencontre Paul Nash, Ben Nicholson et sa femme, Barbara Hepworth, qu'il influence profondément, lorsqu'il les rejoint à St Ives, lors de son séjour en Angleterre de 1936 à 1947. Il co-édite avec Leslie Martin et Nicholson, Circle 1, International Survey of Constructivist Art, en 1937. L'influence des idées constructivistes de Circle 1 s'étend après la guerre à un groupe d'artistes britanniques comprenant Anthony Hill, Robert Adams, Victor Pasmore, Gillian Wise, Kenneth et Mary Martin. Gabo et Pevsner sont aussi les premiers à aborder dans le Manifeste réaliste de 1920 le problème du développement cinétique de la forme dans l'espace, qui donnera lieu plus tard à l'art cinétique.
Actuellement, en Russie, les immeubles de style constructiviste sont menacés de destruction.

## Artistes

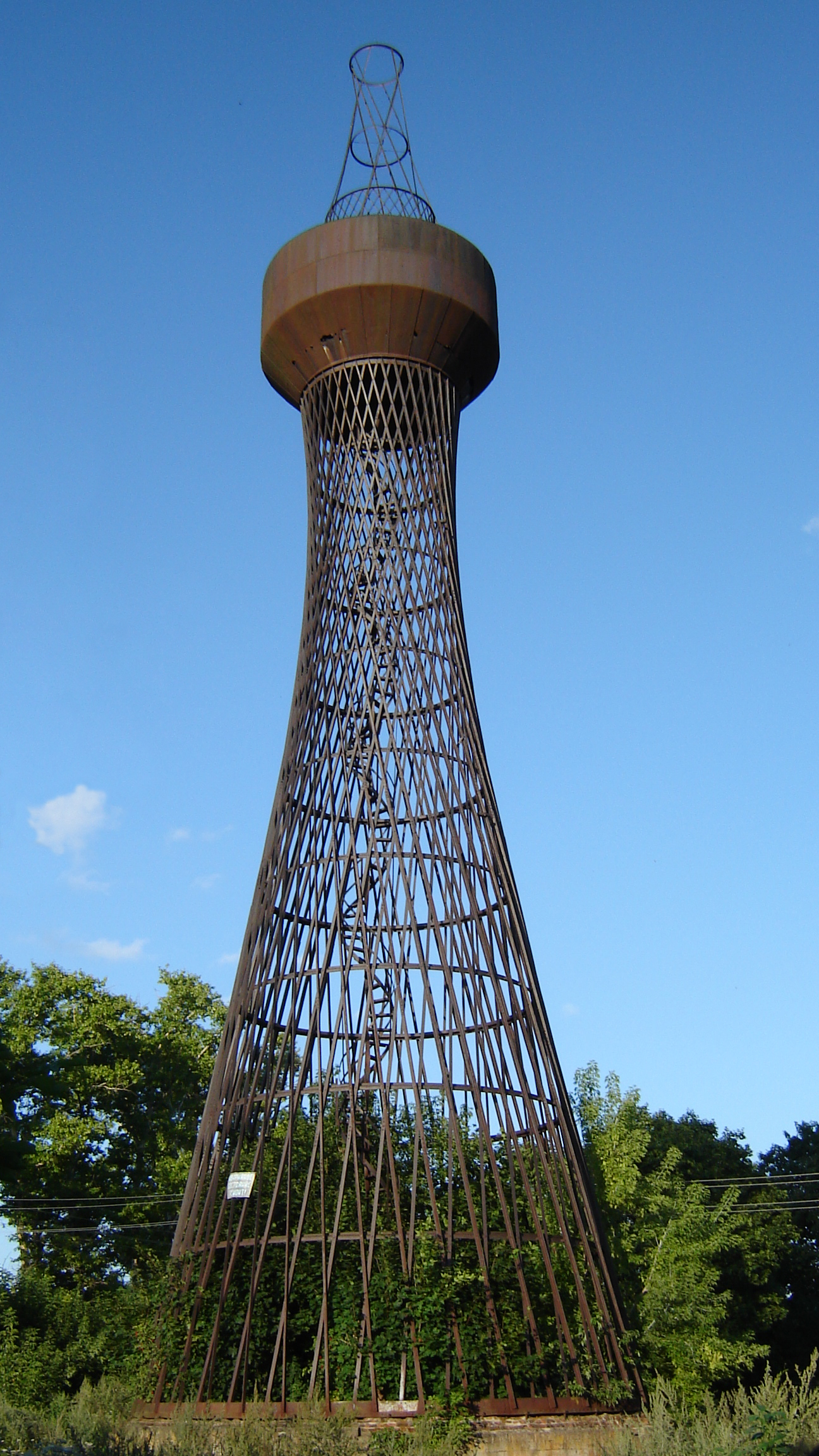
Vladimir Choukhov, Structure hyperboloïde de Polibino, 1896

- Vladimir Choukhov (1853-1939), ingénieur et architecte russe (structure hyperboloïde)

- Piet Mondrian (1872–1944), peintre néerlandais
- Joaquín Torres García (1874-1949), peintre et sculpteur uruguayen
- André Evard (1876–1972), peintre suisse
- Kasimir Malevitch (1878–1935), peintre russe

- Léonid Vesnine (1880-1933), architecte constructiviste russe
- Viktor Vesnine (1882-1950), architecte constructiviste russe
- Alexandre Vesnine (1883-1959), architecte constructiviste russe
- Theo van Doesburg (1883–1931), peintre, écrivain, architecte, sculpteur, typographe et théoricien de l'art néerlandais
- Vadim Meller (1884–1962), peintre, illustrateur, scénographe et architecte russo-ukrainien
- Antoine Pevsner (1884–1962), peintre et sculpteur russe
- Vladimir Tatline (1885–1953), peintre russe
- Alexeï Gan (1887–1942), graphiste et théoricien de l'art russe
- Kurt Schwitters (1887-1948), peintre et sculpteur allemand
- Lioubov Popova (1889–1924), peintre russe
- Willi Baumeister (1889–1955), peintre, graphiste et scénographe allemand
- Laszlo Peri (1889–1967), sculpteur et peintre britannique d'origine hongroise
- Hermann Glöckner (en) (1889-1987), peintre et sculpteur allemand
- Rudolf Weber (de) (1889–1972), peintre allemand

- Walter Dexel (de) (1890–1973), peintre, artiste commercial, designer et planificateur de trafic allemand
- Lazar Lissitzky (1890–1941, El), peintre, graphiste, architecte, typographe et photographe russe
- Constantin Melnikov (1890–1974), architecte russe
- Naum Gabo (1890–1977), peintre, architecte et designer russe
- Karl Peter Röhl (de) (1890–1975), peintre et graphiste allemand
- Alexandre Rodtchenko (1891–1956), peintre, graphiste, photographe et architecte russe
- Moïsseï Ginzbourg (1892-1946), architecte russe
- Louis Lozowick (en) (1892-1973), peintre et graveur américain d'origine ukrainienne
- Władysław Strzemiński (1893-1952), peintre polonais et théoricien de l'art
- Franz Wilhelm Seiwert (1894-1933), peintre allemand
- Vassili Yermilov (de) (1894–1968), designer et peintre ukraino-russe
- Varvara Stepanova (1894–1958), peintre, scénographe et designer textile russe
- Manuel Rendón Seminario (en) (1894-1980), peintre équatorien
- Gustav Klucis (1895–1938), photographe soviétique
- László Moholy-Nagy (1895–1946), peintre, photographe et scénographe hongrois, émigré en Allemagne et aux États-Unis
- Rudolf Jahns (de) (1896–1983), peintre allemand
- Ella Bergmann-Michel (1896-1971), peintre, scénariste, photographe, documentariste allemande
- Otto Müller-Eibenstock (de) (1898–1986), peintre et graphiste allemand
- Avgust Černigoj (en) (1898-1985), peintre slovène/youygoslave
- Katarzyna Kobro (1898-1951), sculptrice polonaise
- Friedrich Vordemberge-Gildewart (de) (1899–1962), graphiste, peintre, sculpteur et écrivain allemand
- Konstantin Medunetsky (en) (1899-1935), sculpteur et scénographe russe
- Laszlo Peri (1899-1967), sculpteur et peintre abstrait hongrois puis britannique
- frères Stenberg (en) (1899-1982 et 1900-1933), artistes et designers russes soviétiques

- Thilo Maatsch (1900–1983), peintre, graphiste et sculpteur allemand
- Tomoyoshi Murayama (1901-1977), scénographe japonais
- Berthold Lubetkin (1901-1990), architecte britannique, d'origine russe géorgienne
- Ivan Leonidov (1902-1959), architecte, urbaniste, peintre russe
- Richard Paul Lohse (1902-1988), peintre  et graphiste suisse
- Heinrich Siepmann (1904–2002), peintre allemand
- Srečko Kosovel (1904-1926), poète slovène
- Anton Stankowski (1906-1998), peintre, graphiste et photographe allemand
- Hildegard Joos (1909–2005), peintre autrichienne

- Robert Jacobsen (1912–1993), sculpteur sur fer danois
- Rudolf Ortner (de) (1912–1997), architecte, peintre et photographe allemand
- Rolf Rappaz (de) (1914–1996), graphiste et plasticien suisse
- Gottfried Honegger (1917–2016), graphiste et plasticien suisse

- Willi Sandforth (de) (1922–2017), peintre et graphiste allemand

Nouveau constructivisme (Royaume-Uni et États-Unis, après 1945)
- Kenneth Martin (1905–1984), peintre et sculpteur britannique
- Mary Martin (artiste) (1907-1969), peintre et sculptrice britannique
- Victor Pasmore (1908–1998), peintre et artiste de relief britannique
- John Ernest (de) (1922–1994), peintre et artiste de relief britannique
- Anthony Hill (1930–2020), peintre et artiste de relief britannique
- Jeffrey Steele (artiste) (en) (1931-2021), peintre britannique
- Peter Lowe (artist) (en) (1938-), peintre et graphiste britannique
- Constructivistes britanniques (en)
- Systems Group (en), groupement d'artistes britanniques constructivistes

Autres artistes
- Hermann Glöckner (de) (1889–1987), peintre et sculpteur allemand

- Inge Thiess-Böttner (de) (1924–2001), peintre et graphiste allemande
- Friedrich Kracht (de) (1925–2007), peintre et graphiste allemand
- Manfred Luther (de) (1925–2004), peintre et graphiste allemand
- Erwin Hauer (en) (1926-2017), sculpteur autrichien devenu américain
- Jan Kubíček (en) (1927-2013), peintre et graveur tchèque
- Karl-Heinz Adler (1927–2018), peintre et graphiste allemand
- Norman Carlberg (en) (1928-2018), américain, sculpteur, photographe, graveur
- Estuardo Maldonado (en) (1928-2023), sculpteur et peintre équatorien
- Günter Neusel (1930–2020), sculpteur allemand
- Anthony Hill (artiste) (en) (1930-2020), peintre anglais, faiseur de reliefs
- Horst Bartnig (1936-2025), peintre et graphiste allemand
- Tamás Szikora (de) (1943–2012), peintre, graphiste, artiste du papier, du collage et de l'objet hongrois
- Hans Dieter Zingraff (de) (1947-), peintre allemand

## Œuvre célèbre

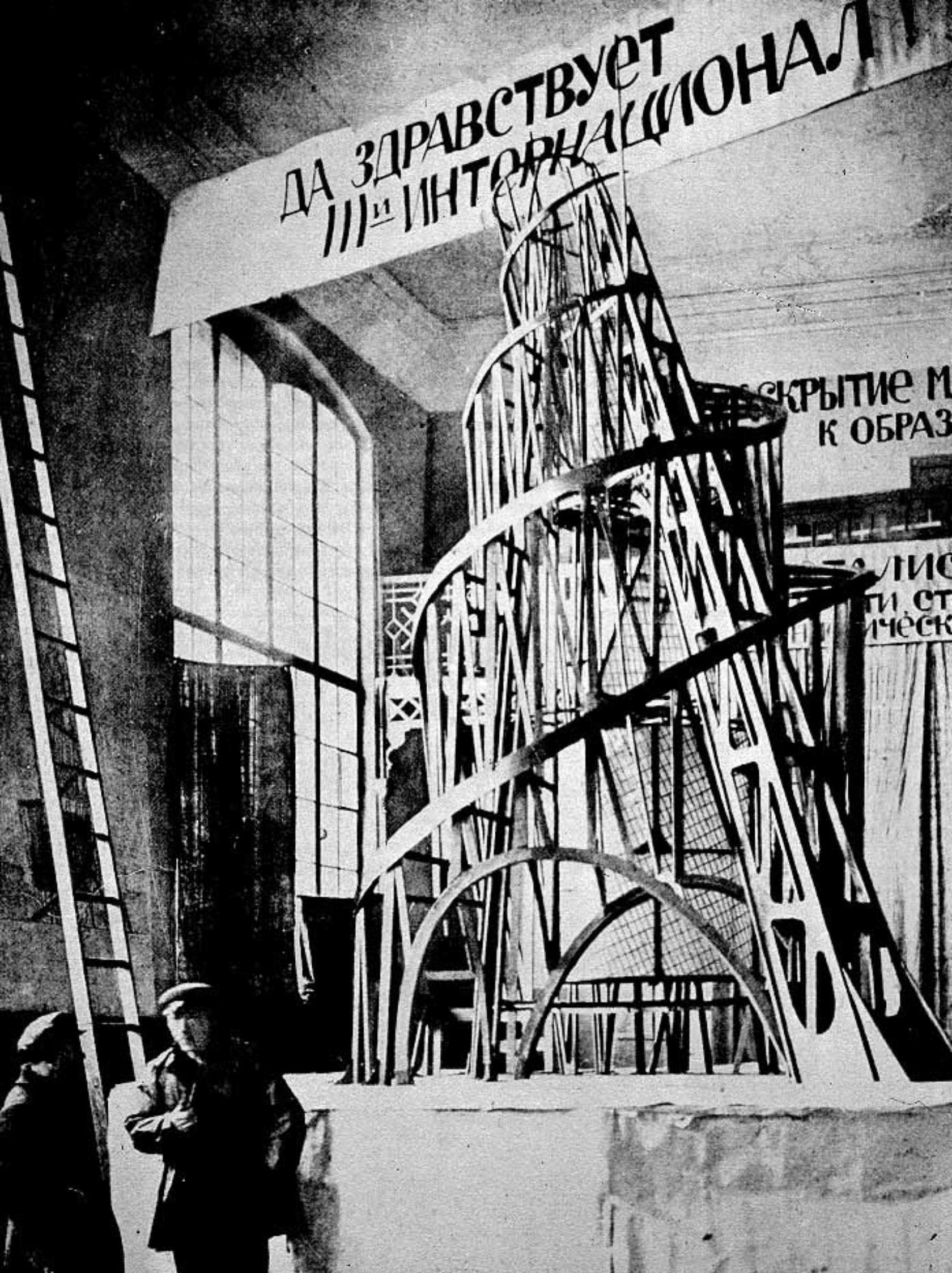
Maquette de la Tour Tatlin en 1919.

L'œuvre emblématique du constructivisme devait être une tour inclinée en spirale, destinée à abriter le siège de l'Internationale communiste. Ce projet de Vladimir Tatline ne vit en fait jamais le jour. De nombreux bâtiments construits dans l'ancien bloc soviétique montrent aussi l'influence de ce mouvement.

## Styles associés
- Suprématisme
- Bauhaus
- Cubisme tchèque
- Dadaïsme
- Futurisme
- De Stijl

### De Roselee Goldberg,La Performance
1. ↑  Roselee Goldberg (trad. de l'anglais), La Performance : Du futurisme à nos jours, Londres/Paris, Thomas & Hudson / L'univers de l'art, 256 p. (ISBN 978-2-87811-380-8), chap. 2 (« Le futurisme et le constructivisme russe. »)
2. ↑  Roselee Goldberg, La Performance : Du futurisme à nos jours, chap. 2 (« Le futurisme et le constructivisme russe, Le cabaret du chien errant »).
3. ↑  Roselee Goldberg, La Performance : Du futurisme à nos jours, chap. 2 (« Le futurisme et le constructivisme russe, Foregger et la renaissance du cirque »).
4. ↑  Roselee Goldberg, La Performance : Du futurisme à nos jours, chap. 2 (« Le futurisme et le constructivisme russe, Les spectacles révolutionnaires »)
5. ↑  Roselee Goldberg, La Performance : Du futurisme à nos jours, chap. 2 (« Le futurisme et le constructivisme russe, Le Cocu magnifique »).
6. ↑  Roselee Goldberg, La Performance : Du futurisme à nos jours, chap. 2 (« Le futurisme et le constructivisme russe, La Blouse bleue et la Fabrique de l'acteur excentrique »).
7. ↑  Roselee Goldberg, La Performance : Du futurisme à nos jours, chap. 2 (« Le futurisme et le constructivisme russe, Moscou brûle »).

### Autres
1. ↑   « Constructivisme »
2. ↑  (es) Marta García Márquez, « Reportaje / Cuatro generaciones viviendo entre pétalos y arquitecturas racionales », sur elidealgallego.com, 19 août 2017 (consulté le 21 mai 2023).
3. ↑  Béatrice Picon-Vallin, « La mise en scène du Cocu magnifique par Meyerhold (1922) », Textyles [en ligne], 16 | 1999, mis en ligne le 30 juillet 2012, consulté le 20 octobre 2013, http://textyles.revues.org/1122, paragraphe 7.
4. ↑  Werner Eugen Mosse et Julius Carlebach, Second Chance: Two Centuries of German-speaking Jews in the United Kingdom, p. 263, Mohr Siebeck, 1991  (ISBN 3161457412).
5. ↑  Art cinétique sur Larousse.fr.
6. ↑  Jens Malling, « Des monuments de l’avant-garde soviétique glissent dans l’oubli », Le Monde diplomatique, mars 2014, http://www.monde-diplomatique.fr/2014/03/MELLING/50207
7. ↑  Eric J. Hobsbawm, L'Âge des extrêmes, Histoire du Court XXe siècle